# مارکلی ویلج (کالیفرنیا)
مارکلی ویلج (به انگلیسی: Marklee Village) یک منطقهٔ مسکونی در ایالات متحده آمریکا است که در شهرستان آلپاین، کالیفرنیا واقع شده‌است. مارکلی ویلج ۱٬۷۲۳ متر بالاتر از سطح دریا واقع شده‌است.